# Kwiat słupkowy

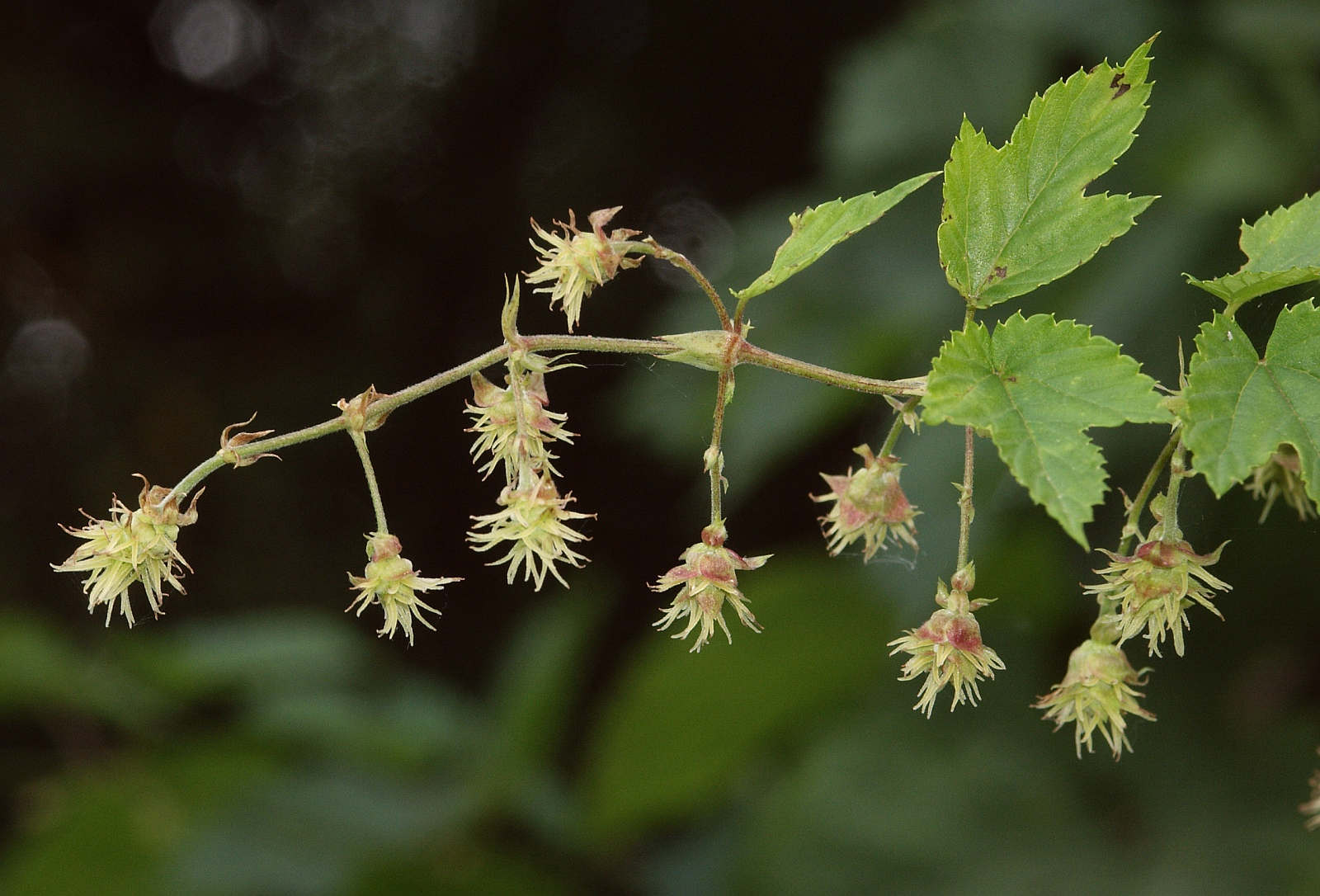
Kwiatostany żeńskie u chmielu zwyczajnego

Kwiat słupkowy, kwiat żeński – kwiat zawierający tylko jeden lub więcej słupków, nieposiadający natomiast pręcików. Oddzielne kwiaty żeńskie i męskie występują u niektórych gatunków roślin nasiennych. Czasami kwiaty żeńskie tworzą kwiatostany. Kwiaty żeńskie mogą występować na jednej roślinie wspólnie z kwiatami męskimi, wówczas mówimy o jednopienności, a rośliny takie nazywamy roślinami jednopiennymi. Jeżeli w obrębie jednego gatunku na jednym osobniku występują wyłącznie kwiaty słupkowe, a na innym kwiaty pręcikowe, wówczas mówimy o dwupienności, a rośliny takie nazywamy roślinami dwupiennymi. Z kwiatów żeńskich powstaje po zapyleniu ich pyłkiem wytwarzanym przez kwiaty męskie nasiona i owoce. Pyłek może zostać przeniesiony przez wiatr (anemogamia), zwierzęta (zoogamia), wodę (hydrogamia).
Występowanie oddzielnie kwiatów żeńskich i męskich (a zwłaszcza dwupienność), może być jednym z mechanizmów obronnych przed niekorzystnym dla większości roślin samozapyleniem.